# North Port
North Port est une ville américaine située dans le comté de Sarasota, en Floride.

## Démographie
| 1960 | 1970  | 1980  | 1990   | 2000   | 2010   |
| ---- | ----- | ----- | ------ | ------ | ------ |
| 178  | 2 244 | 6 205 | 11 973 | 22 797 | 57 357 |